# Ernestine Charlotte van Nassau-Schaumburg
Prinses Ernestine Charlotte van Nassau-Schaumburg (Slot Schaumburg, 20 mei 1662Jul. – Nassauischer Hof, Siegen, 21 februari 1732), Duits: Ernestine Charlotte Prinzessin von Nassau-Schaumburg (officiële titels: Prinzessin von Nassau, Gräfin zu Katzenelnbogen, Vianden, Diez und Holzappel, Frau zu Beilstein, Laurenburg und Schaumburg), was een prinses uit het Huis Nassau-Schaumburg, een zijtak van de Ottoonse Linie van het Huis Nassau. Ze was regentes van het vorstendom Nassau-Siegen (een deel van het graafschap Nassau) voor haar zoon Frederik Willem Adolf.

## Biografie

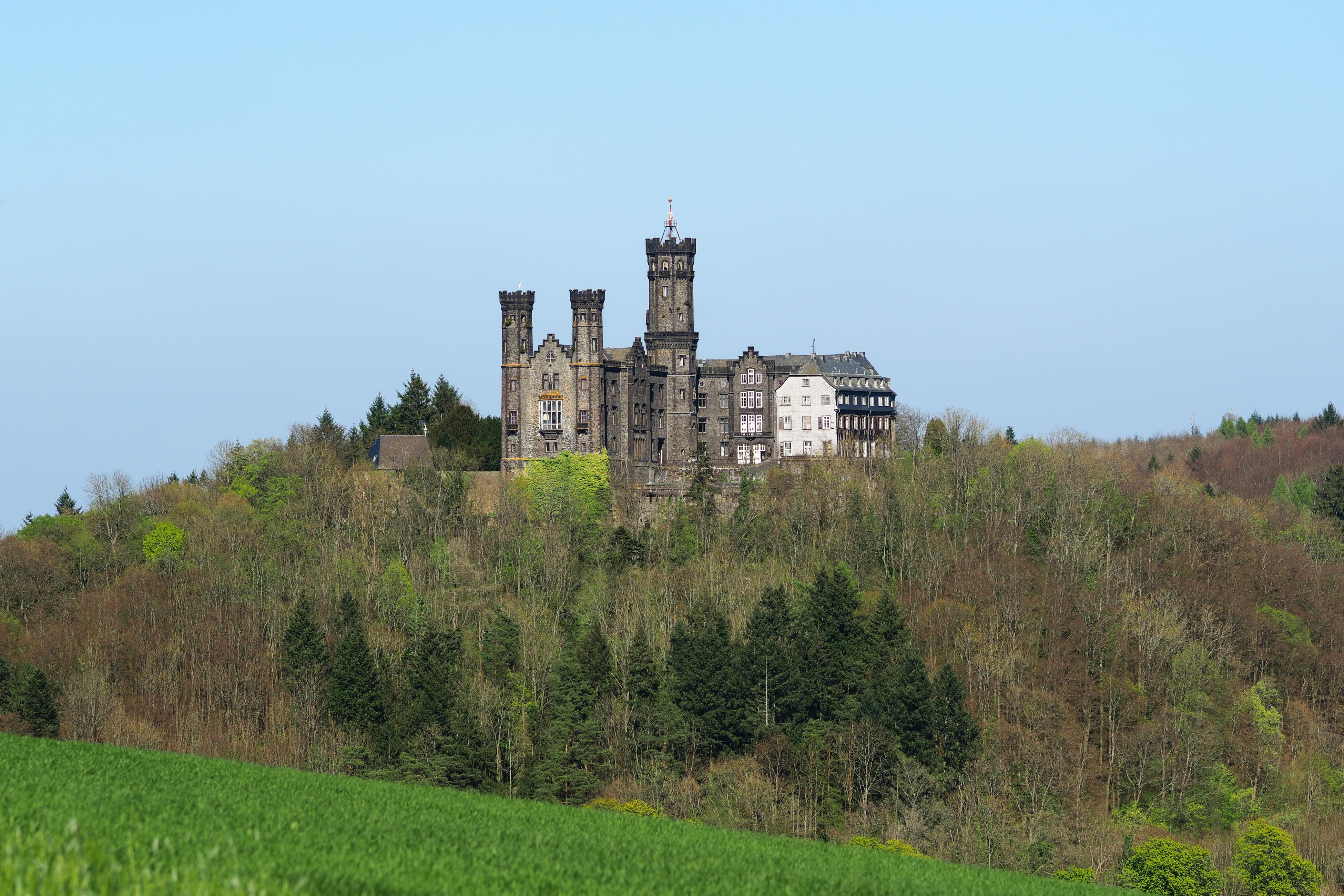
Slot Schaumburg vanuit het westen.

Ernestine Charlotte werd op 20 mei 1662Jul. op Slot Schaumburg geboren als de tweede dochter van prins Adolf van Nassau-Schaumburg en Elisabeth Charlotte Melander rijksgravin van Holzappel.
Ernestine Charlotte huwde op Slot Schaumburg op 6 februari 1678Jul. met vorst Willem Maurits van Nassau-Siegen (Kasteel Wisch, Terborg, 18/28 januari 1649 – Nassauischer Hof, Siegen, 23 januari 1691Jul.), de oudste zoon van graaf Hendrik van Nassau-Siegen en gravin Maria Magdalena van Limburg-Stirum. Ernestine Charlotte's overgrootvader George ‘de Oude’ van Nassau-Dillenburg was een jongere broer van Willem Maurits' grootvader Johan VII ‘de Middelste’ van Nassau-Siegen.
Na het overlijden van zijn vader werd Willem Maurits geadopteerd door zijn oom vorst Johan Maurits van Nassau-Siegen. Na het overlijden van zijn grootvader van moederszijde, graaf George Ernst van Limburg-Stirum, in september 1661, volgde Willem Maurits hem op als graaf van Bronkhorst, heer van Wisch, Borculo, Lichtenvoorde en Wildenborch, en erfbaanderheer van het hertogdom Gelre en het graafschap Zutphen. Op 6 mei 1664 werd hij verheven in de rijksvorstenstand.
Willem Maurits werd op 29 april 1663 hopman van een compagnie Zwitsers in het Staatse leger. Op 20 april 1672 werd hij luitenant-kolonel van een regiment infanterie en in 1673 kolonel. In 1678 werd hij ook ritmeester van een compagnie ruiterij ter repartitie van Friesland.
In 1678 werd Willem Maurits door zijn oom en adoptiefvader Johan Maurits aangesteld als mederegent. Een jaar later overleed Johan Maurits en volgde Willem Maurits hem op als de regerende landsheer in het protestantse deel van het vorstendom Nassau-Siegen en medeheerser van de stad Siegen. Hij bezat het ambt Siegen (met uitzondering van zeven dorpen) en de ambten Hilchenbach en Freudenberg. De stad Siegen deelde hij met zijn achterneef, Johan Frans Desideratus, de katholieke vorst van Nassau-Siegen. Tijdens zijn regering liet Willem Maurits de Nassauischer Hof, de residentie van de protestantse vorsten van Nassau-Siegen in de stad Siegen, uitbreiden. In 1690 liet hij de tot dan toe in de Nicolaaskerk in Siegen bijgezette leden van zijn dynastie overbrengen naar de Fürstengruft aldaar.
Willem Maurits overleed op 23 januari 1691Jul. in de Nassauischer Hof in Siegen. Hij werd op 12 maart begraven in de Fürstengruft aldaar. Hij werd opgevolgd door zijn zoon Frederik Willem Adolf. Deze stond tot 1701 onder voogdij en regentschap van zijn moeder Ernestine Charlotte.
Tijdens haar regentschap, in 1695, verwoestte een grote stadsbrand een groot deel van Siegen, waaronder de Nassauischer Hof, de vorstelijke residentie, en de nabijgelegen kerk. Beide gebouwen waren in 1488 door graaf Johan V van Nassau-Siegen gebouwd als franciscanerklooster. In de Nassauischer Hof was onder andere de schilderijenverzameling van de vorsten van Nassau-Siegen ondergebracht. Talrijke waardevolle schilderijen van de hand van bekende kunstenaars, waaronder Rembrandt van Rijn, Peter Paul Rubens en Antoon van Dyck, vielen ten prooi aan de vlammen. De nabijgelegen Fürstengruft werd bij de brand gespaard. Het afgebrande residentiegebouw werd niet weer opgebouwd. Onder de oude naam ontstond op het terrein een nieuw drievleugelig paleis waarbij de Fürstengruft geheel in het corps de logis werd opgenomen. De bouw van het nieuwe paleis, dat sinds het midden van de 18e eeuw Untere Schloss genoemd wordt, vond plaats tussen 1695 en 1720.
Ernestine Charlotte hertrouwde (in het geheim) in 1696 (in Den Haag?) met Friedrich Philipp Reichsfreiherr von Geuder genannt Rabensteiner (1650–1727), heer van Heroldsberg en Stein, sinds 1691 vorstelijk Nassau-Siegens geheimraad en hofmeester, later ook keizerlijk geheimraad.
Ernestine Charlotte overleed op 21 februari 1732 in de Nassauischer Hof in Siegen. Ze werd op 15 maart begraven in de Fürstengruft aldaar.

## Kinderen
Uit het huwelijk van Ernestine Charlotte en Willem Maurits werden de volgende kinderen geboren:
1. Frederik Willem Adolf[noot 8] (Nassauischer Hof, Siegen, 20 februari 1680 – aldaar, 13 februari 1722), volgde in 1691 zijn vader op. Huwde eerst in Slot Homburg vor der Höhe op 7 januari 1702[noot 9] met landgravin Elisabeth Juliana Francisca van Hessen-Homburg (Slot Homburg vor der Höhe, 6 januari 1681[noot 10] – Nassauischer Hof, Siegen, 12 november 1707) en daarna in het Markgrafelijk Brandenburgse slot in Bayreuth op 13 april 1708[noot 11] met hertogin Amalia Louise van Koerland (Mitau, 23 juli 1687[noot 12] – Nassauischer Hof, Siegen, 18 januari 1750).
2. Karel Lodewijk Hendrik (Nassauischer Hof, Siegen, 17 maart 1682Jul.[noot 13] – aldaar, 18 oktober 1694Jul.[noot 14]), was sinds 1691 hopman van de compagnie Zwitsers die van zijn vader was geweest.

## Voorouders
| Voorouders van Ernestine Charlotte van Nassau-Schaumburg | Voorouders van Ernestine Charlotte van Nassau-Schaumburg                                                 | Voorouders van Ernestine Charlotte van Nassau-Schaumburg                                                 | Voorouders van Ernestine Charlotte van Nassau-Schaumburg                                              | Voorouders van Ernestine Charlotte van Nassau-Schaumburg                                              | Voorouders van Ernestine Charlotte van Nassau-Schaumburg                                | Voorouders van Ernestine Charlotte van Nassau-Schaumburg                                | Voorouders van Ernestine Charlotte van Nassau-Schaumburg                                        | Voorouders van Ernestine Charlotte van Nassau-Schaumburg                                        |
| -------------------------------------------------------- | --- | --- | --- | --- | --------------------------------------------------------------------------------------- | --------------------------------------------------------------------------------------- | ----------------------------------------------------------------------------------------------- | ----------------------------------------------------------------------------------------------- |
| Betovergrootouders                                       | Johan VI ‘de Oude’ van Nassau-Siegen (1536–1606) ⚭ 1559 Elisabeth van Leuchtenberg (1537–1579)           | Filips IV van Nassau-Saarbrücken (1542–1602) ⚭ 1563 Erica van Manderscheid (1545–1581)                   | Willem I van Sayn-Wittgenstein (1488–1570) ⚭ 1522 Johannetta van Isenburg-Grenzau (1500–1563)         | Frederik Magnus I van Solms-Laubach (1521–1561) ⚭ 1545 Agnes van Wied (1524–1588)                     | ? (?–?) ⚭ ? (?–?)                                                                       | ? (?–?) ⚭ ? (?–?)                                                                       | ? (?–?) ⚭ ? (?–?)                                                                               | ? (?–?) ⚭ ? (?–?)                                                                               |
| Overgrootouders                                          | George ‘de Oude’ van Nassau-Dillenburg (1562–1623) ⚭ 1584 Anna Amalia van Nassau-Saarbrücken (1565–1605) | George ‘de Oude’ van Nassau-Dillenburg (1562–1623) ⚭ 1584 Anna Amalia van Nassau-Saarbrücken (1565–1605) | Lodewijk I van Sayn-Wittgenstein (1532–1605) ⚭ 1567 Elisabeth van Solms-Laubach (1549–1599)           | Lodewijk I van Sayn-Wittgenstein (1532–1605) ⚭ 1567 Elisabeth van Solms-Laubach (1549–1599)           | Wilhelm Eppelmann (ca. 1564–1592) ⚭ 1576 Anna Lange (?–1636)                            | Wilhelm Eppelmann (ca. 1564–1592) ⚭ 1576 Anna Lange (?–1636)                            | Johann Wilhelm von Efferen genannt Hall (?–?) ⚭ ? Margarethe von der Baalen genannt Bleck (?–?) | Johann Wilhelm von Efferen genannt Hall (?–?) ⚭ ? Margarethe von der Baalen genannt Bleck (?–?) |
| Grootouders                                              | Lodewijk Hendrik van Nassau-Dillenburg (1594–1662) ⚭ 1615 Catharina van Sayn-Wittgenstein (1588–1651)    | Lodewijk Hendrik van Nassau-Dillenburg (1594–1662) ⚭ 1615 Catharina van Sayn-Wittgenstein (1588–1651)    | Lodewijk Hendrik van Nassau-Dillenburg (1594–1662) ⚭ 1615 Catharina van Sayn-Wittgenstein (1588–1651) | Lodewijk Hendrik van Nassau-Dillenburg (1594–1662) ⚭ 1615 Catharina van Sayn-Wittgenstein (1588–1651) | Peter Melander (1589–1648) ⚭ 1638 Agnes von Efferen genannt Hall (?–1656)               | Peter Melander (1589–1648) ⚭ 1638 Agnes von Efferen genannt Hall (?–1656)               | Peter Melander (1589–1648) ⚭ 1638 Agnes von Efferen genannt Hall (?–1656)                       | Peter Melander (1589–1648) ⚭ 1638 Agnes von Efferen genannt Hall (?–1656)                       |
| Ouders                                                   | Adolf van Nassau-Schaumburg (1629–1676) ⚭ 1653 Elisabeth Charlotte Melander (1640–1707)                  | Adolf van Nassau-Schaumburg (1629–1676) ⚭ 1653 Elisabeth Charlotte Melander (1640–1707)                  | Adolf van Nassau-Schaumburg (1629–1676) ⚭ 1653 Elisabeth Charlotte Melander (1640–1707)               | Adolf van Nassau-Schaumburg (1629–1676) ⚭ 1653 Elisabeth Charlotte Melander (1640–1707)               | Adolf van Nassau-Schaumburg (1629–1676) ⚭ 1653 Elisabeth Charlotte Melander (1640–1707) | Adolf van Nassau-Schaumburg (1629–1676) ⚭ 1653 Elisabeth Charlotte Melander (1640–1707) | Adolf van Nassau-Schaumburg (1629–1676) ⚭ 1653 Elisabeth Charlotte Melander (1640–1707)         | Adolf van Nassau-Schaumburg (1629–1676) ⚭ 1653 Elisabeth Charlotte Melander (1640–1707)         |